# Leela Frédérique
 (juillet 2024).
Leela Frédérique, de son véritable nom Leela Guilbert, est une auteure-compositrice-interprète.

## Biographie
Née en France, elle arrive au Québec en 2011. En 2012, elle sort son premier album Attache-moi dans le style musical indie pop sous le nom de Leela et réalisé par Navet confit. Elle fait des vitrines dans le cadre de Vue sur la Relève en 2012 et Les Francouvertes en 2013. Dans les années suivantes, elle s'installe dans le Bas-Saint-Laurent et sort le EP acoustique Leela en collaboration avec Jorane, Gaële, Joëlle Saint-Pierre et Vincent Blain sous l'étiquette Productions bonne maison. Son troisième album Fragments qui est pop, electro-acoustique a été enregistré au Wild studio à Saint-Zénon en janvier 2022. En 2023, elle change son nom d'artiste Leela pour Leela Frédérique en hommage à sa mère. Elle sort son album homonyme Leela Frédérique qui est indie rock. Elle collabore avec PE Beaudoin (batterie), Cédric Martel (basse), Vincent Gagnon (claviers), Andre Papanicolaou (guitare) et Ghylain-Luc Lavigne (mixage). 

## Vidéoclips
- Ici
- Jour de tempête